# Luis Daniel Hernández Alfaro
Luis Daniel Hernández Alfaro (Lima, 20 de diciembre de 1977) es un exfutbolista peruano. Jugaba de lateral izquierdo y actualmente tiene 47 años.

## Clubes
| Club                | País | Año         |
| ------------------- | ---- | ----------- |
| Juventud Chacarilla | Perú | 1999        |
| Olímpico Somos Perú | Perú | 2000        |
| Aurora Chancayllo   | Perú | 2001        |
| Unión Huaral        | Perú | 2002 - 2004 |
| Universitario       | Perú | 2005 - 2006 |
| Sporting Cristal    | Perú | 2007 - 2008 |
| Juan Aurich         | Perú | 2009        |
| Sport Huancayo      | Perú | 2010        |
| CNI                 | Perú | 2011        |
| Inti Gas            | Perú | 2012        |
| Sport Boys          | Perú | 2013 - 2014 |
| Willy Serrato       | Perú | 2015        |

## Palmarés
| Título           | Club         | País | Año  |
| ---------------- | ------------ | ---- | ---- |
| Segunda División | Unión Huaral | Perú | 2002 |